# Louise Petrén-Overton
Hedvig Louise Beata Petrén-Overton (12 d'agost de 1880 - 14 de gener de 1977) va ser una matemàtica sueca, la primera dona a Suècia doctora en matemàtiques. 

## Primers anys i educació
Louise Petrén va ser un dels dotze fills del vicari d'Halmstad.  El seu pare es va doctorar en matemàtiques el 1850, i el seu besoncle Carl Johan Hill havia estat professor de matemàtiques a la Universitat de Lund.  Un dels seus germans era el metge i investigador Karl Anders Petrén. 
Amb dues germanes grans fent les tasques domèstiques, ella va poder concentrar-se en els seus estudis.  De petita, malalta d'⁣escarlatina, va dir a la seva família que no aniria al cel si no hi podia portar els seus llibres de matemàtiques. 
Va obtenir un certificat d'educació a través de tutoria privada el 1899 i va obtenir una llicenciatura a la Universitat de Lund el 1902, com una de les aproximadament una dotzena de dones a la universitat i l'única en ciències.  Va aconseguir una llicència el 1910 i va defensar el seu doctorat a Lund el 1911, amb la tesi Extension de la méthode de Laplace aux équations. 

## Aportacions
Nail Ibragimov va escriure que Petrén "va fer una contribució profunda a la teoria d'integració constructiva d'equacions diferencials parcials en la direcció iniciada per Euler i continuada per Laplace, Legendre, Imschenetsky, Darboux i Goursat.
En la seva tesi doctoral va estendre a les equacions d'ordre superior el mètode d'integració de Laplace d'equacions hiperbòliques lineals de segon ordre amb dues variables independents." 

## Vida privada
Petrén es va casar amb Ernest Overton, professor a Lund, però com a dona no va poder obtenir-hi una plaça. En canvi, es va convertir en mestra i actuaria a temps parcial i va criar una família de quatre fills. 